# گرین هیل (ایندیانا)
گرین هیل (به انگلیسی: Green Hill) یک منطقهٔ مسکونی در ایالات متحده آمریکا است که در شهرستان وارن، ایندیانا واقع شده‌است. گرین هیل ۲۰۰ متر بالاتر از سطح دریا واقع شده‌است.